# ويلفر فيليجاس بالومينو
ويلفر فيليجاس بالومينو (بالإسبانية: Wilver Villegas-Palomino؛ مواليد 21 أكتوبر 1981) هو إرهابي مخدرات كولومبي وهو حاليًا زعيم جيش التحرير الوطني وواحد من الأشخاص المدرجين في قائمة العشرة الأكثر مطلوبين لمكتب التحقيقات الفيدرالي.

## مسيرته الإجرامية
كان بالومينو يُعتبر قائدًا لجيش التحرير الوطني في كولومبيا، وكان معروفًا أيضًا بمساعدته في تهريب الكوكايين إلى الولايات المتحدة، وهو ما اعتبرته الولايات المتحدة إرهابًا مرتبطًا بالمخدرات حيث مول منظمة إرهابية من خلال بيع المواد.
في 12 فبراير 2020، وجهت محكمة المنطقة الجنوبية في تكساس اتهامات إلى بالومينو بالإرهاب المرتبط بالمخدرات والتآمر لاستيراد الكوكايين والتوزيع الدولي للكوكايين. في 21 سبتمبر 2020، عرضت الولايات المتحدة 5 ملايين دولار أمريكي مقابل أي معلومات تؤدي إلى اعتقاله.
في 14 أبريل 2023، تمت إضافة بالومينو إلى قائمة العشرة الهاربين المطلوبين لمكتب التحقيقات الفيدرالي، ليحل محل رافائيل كارو كوينتيرو.